# Squadra singalese di Fed Cup
La squadra singalese di Fed Cup rappresenta lo Sri Lanka nella Fed Cup, ed è posta sotto l'egida della Sri Lanka Tennis Association.
Essa ha debuttato nel 1990 senza mai superare il gruppo II della zona Asia/Oceania, e ad oggi la sua ultima partecipazione risale all'edizione del 2008.

## Organico 2008
Aggiornato ai match del gruppo II (30 gennaio-1º febbraio 2008). Fra parentesi il ranking della giocatrice nei giorni della disputa degli incontri.
- Amreetha Muttiah (WTA #)
- Jithmie Jayawickrema (WTA #)
- Nilupul Goonasekera (WTA #)
- Mahesha Seneviratne (WTA #)

## Ranking ITF
- Il prossimo aggiornamento del ranking è previsto per il mese di febbraio 2012.

| Sri Lanka nel Ranking ITF (aggiornata al 7 novembre 2011) |           |       |                            |
| Pos                                                       | Squadra   | Punti | Gruppo                     |
| 89                                                        | Moldavia  | 12.00 | Gruppo III - Europa/Africa |
| 90                                                        | Islanda   | 10.00 | Gruppo III - Europa/Africa |
| 91                                                        | Iran      | 0.00  | Gruppo II - Asia/Oceania   |
| 91                                                        | Barbados  | 0.00  | Gruppo II - Americhe       |
| 91                                                        | Sri Lanka | 0.00  | Gruppo II - Asia/Oceania   |
| 94                                                        | Zimbabwe  | 0.00  | Gruppo III - Europa/Africa |
| 95                                                        | Siria     | 0.00  | Gruppo II - Asia/Oceania   |